# Uirapuru-de-asa-branca
Carriça-de-banda-branca ou uirapuru-de-asa-branca (Microcerculus bambla) é uma espécie de ave da família Troglodytidae.

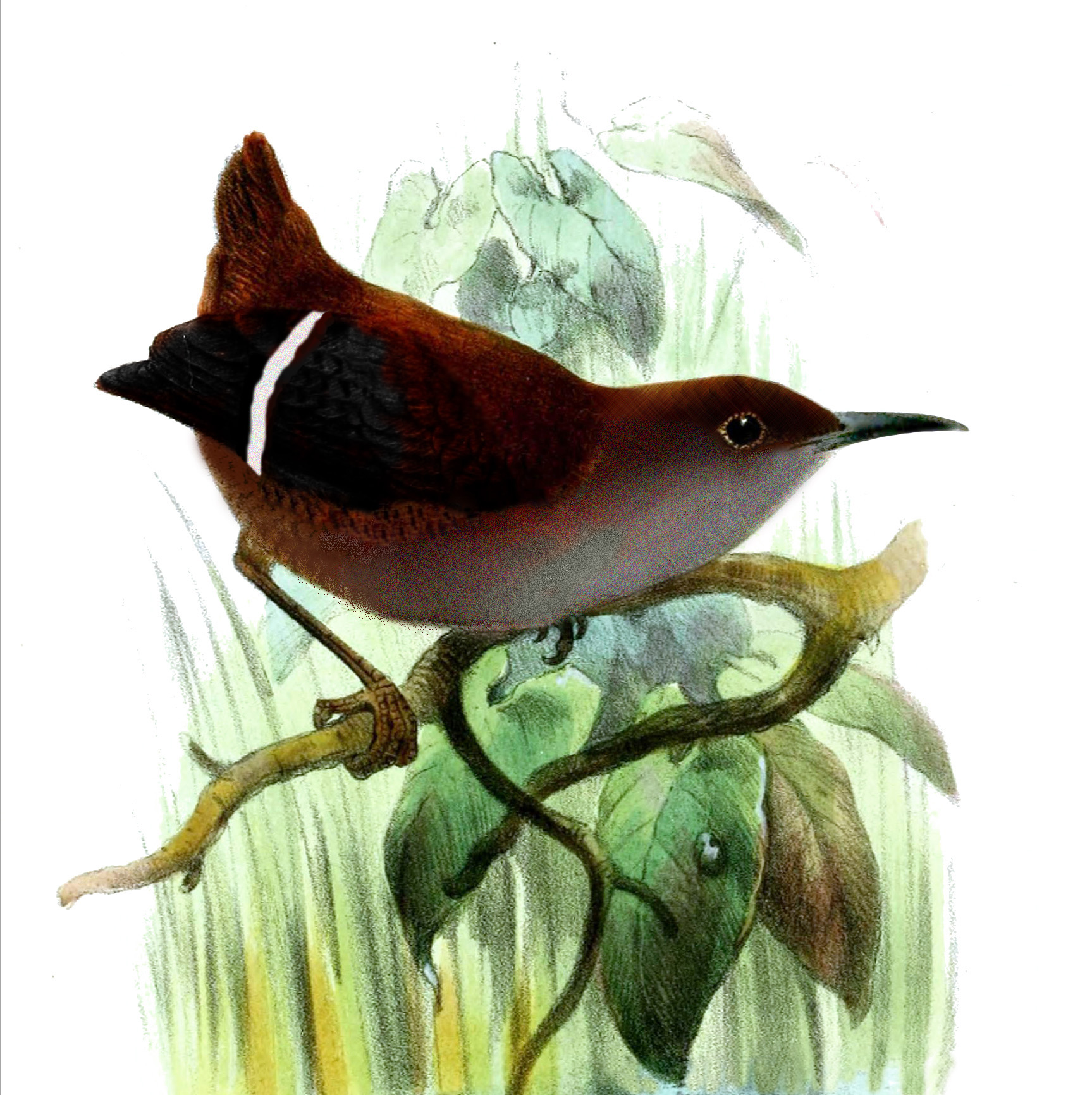

Pode ser encontrada nos seguintes países: Brasil, Equador, Guiana Francesa, Guiana, Peru, Suriname e Venezuela.
Os seus habitats naturais são: florestas subtropicais ou tropicais húmidas de baixa altitude.